# 静岡市立商業高等学校
静岡市立商業高等学校（しずおかしりつ しょうぎょうこうとうがっこう）は、静岡県静岡市駿河区有東三丁目に所在した市立の商業高等学校
学校再編統合により静岡県立静岡南高等学校と統合し、静岡県立駿河総合高等学校となった。
これに伴い、2013年3月31日に閉校した。
統合後の学校は静岡市立商業高等学校跡地に開校し、2012年度以前の入学生は統合後、駿河総合高等学校商業科に在籍することとなった。

## 設置学科
- 商業科

## 所在地
- 〒422-8032 静岡県静岡市駿河区有東三丁目4番17号

## 沿革
- 1928年 - 安東村北安東に徳室学園女学校開校
- 1943年 - 静岡県徳室高等女学校に改称
- 1947年 - 現在地（当時の表記：静岡市高松700番地）に移転
- 1948年 - 徳室学園高等学校に改称。男女共学となる。
- 1950年 - 静岡明星高等学校に改称
- 1953年9月10日 - 静岡市に移管し、静岡市立商業高等学校に改称。この日を同校の創立記念日とする。
- 1954年 - 校章制定。男子校となる。
- 1961年 - 校旗制定
- 1962年 - 男女共学となる。
- 1964年 - 校歌制定（男子の口笛と女子のハミングのみによるパートが存在する。）
- 1968年 - プール完成
- 1971年 - 新校舎（B棟）完成
- 1975年 - 格技場完成
- 1976年 - 生活館完成
- 1982年 - 体育館完成
- 1991年 - 新校舎（A棟）完成、コース制導入
- 1993年 - 陶芸・染色実習室を設置
- 1996年 - 女子現行制服制定
- 2000年 - 「市商デパート」始まる。
- 2013年3月31日 - 閉校。

## 市商デパート
市商デパートとは2000年から2011年まで、毎年12月に行われた学校行事である。実行委員や店長を中心に、企画運営、仕入れ販売、経理、広報などすべてを生徒たちが分担している。このような実践的商業教育を始めたのは、県下初である。
期間中「生徒」は「社員」となり、「実行委員長」が「代表取締役社長」となる。毎年12月第2土曜日と日曜日の2日間に開催され、その日は学校関係者以外にも校内が開放される。売られている物は、デパートと言うだけあって自動車、家具、食品など様々である。
現在の店舗は約20店舗あり、自動車・自転車・植物・スポーツ用品・海産物・本部企画・家具 寝具・輸入雑貨・文具 携帯グッズ・茶 和菓子・喫茶店・弁当・食堂・菓子・衣料品・パン・玩具・静岡の名産品・他県の名産品・市商店街・宝石 めがね 家電・生鮮食品・ネット販売・デザインコースの店舗 である。また、第8回市商デパートからは、「若者婦人服」に代わり、「市商店街」という店舗に変更した。